# Christiaan Snouck Hurgronjehof
Het Christiaan Snouck Hurgronjehof was een straat in Amsterdam. De straat lag in de Jacob Geelbuurt, in de wijk Slotervaart, stadsdeel Nieuw-West. Het was een zijstraat van de Jacob Geelstraat.

## Geschiedenis
De straat is gebouwd in de jaren 50 van de 20e eeuw als onderdeel van het het Algemeen Uitbreidingsplan uit 1939, ontworpen door Cornelis van Eesteren. De straat werd in 1955 vernoemd naar arabist en islamoloog Christiaan Snouck Hurgronje.
De bebouwing werd in 1957 opgeleverd en bestond uit drie huizenblokken met portiekwoningen die zijn ontworpen door Jaap Bot: Twee blokken bestonden uit vijf verdiepingen, het derde blok uit twee verdiepingen. In het hoekhuis grenzend aan de Jacob Geelstraat was een tableau van Leo Braat ingemetseld. 
Op 17 juni 2017 kwam de straat in het nieuws toen een jongetje dat er in het plantsoen aan het spelen was werd overreden door een geautomatiseerde grasmaaier van de Amsterdamse plantsoenendienst. De jongen overleefde het ongeluk.
In 2021 is de straat volledig gesloopt om plaats te maken voor 'De Jacob', een bouwproject met 96 koopwoningen. Voor de nieuwbouw zal de straatnaam Christiaan Snouck Hurgronjehof niet meer worden gebruikt.